# 徐远林
徐远林（1959年1月—）江苏如皋人，中国人民解放军中将。

## 生平
曾长期在济南军区政工系统工作，历任陆军第二十六集团军政治部副主任、陆军第二十集团军政治部主任、陆军第五十四集团军政治委员等职。
2014年7月，接替范长秘出任兰州军区政治部主任一职。2016年1月，任北部战区陆军政治委员；2016年4月，不再担任北部战区陆军政治委员。据香港《明报》报道，新任北部战区陆军政委不久的徐远林中将，因“违规吃喝”而被撤职，并连降两级，由副战区级（相当于原副大军区级）降至副军级。不过官方并未公布过其去职原因。
2008年，晋升少将军衔；2015年7月，晋升中将军衔。